# Neorhynchoplax bovis
Neorhynchoplax bovis is een krabbensoort uit de familie van de Hymenosomatidae. De wetenschappelijke naam van de soort is voor het eerst geldig gepubliceerd in 1946 door Barnard.